# تاريخ الدولة العلية العثمانية
تاريخ الدولة العلية العثمانية كتاب تاريخي تناول فيه المؤلف محمد فريد بك تاريخ الدولة العثمانية منذ تأسيسها حتى سقوطها في بداية القرن العشرين ومهد لذلك بمقدمة تحدث فيها عن الخلفاء قبل الخلافة العثمانية.

## مؤلف الكتاب
هو محمد فريد بن أحمد فريد (باشا) رئيس الحزب الوطني أيام الاحتلال البريطاني لمصر، من أصل تركي ووُلد في القاهرة وتعلم في مدرستي الألسن والحقوق حبس ثم نفي من قبل بريطانيا عام 1912 توفي ببرلين ونقل جثمانه إلى القاهرة.

## الكتاب
تناول المؤلف فيه تاريخ الدولة العثمانية منذ تأسيسها حتى سقوطها مرتبا الأحداث فيه حسب التسلسل التاريخي فابتدأ بالسلطان عثمان الأول بن أرطغرل وانتهى بالسلطان محمد رشاد واعتبره آخر خلفاء بني عثمان. ركز الكاتب في كتابه هذا على غزوات السلاطين وجهادهم والبلاد التي فتوحها والحملات التي قادوها ولم يسلط الضوء على بقية الأحداث في الدولة العثمانية كالتعليم والصحة والإدارة وغيرها ولم يذكر شيئا عن الدول التي كانت معاصرة للدولة العثمانية.

## الطبعات
- نشرت طبعته الأولى سنة 1893م،[2] والثانية سنة 1897م[3] وكلتاهما في القاهرة.
- حققه إحسان حقي ونشرته دار النفائس في بيروت سنة 1981[4]
- حققه محمد العزازي وطبعته دار الكتب العلمية ببيروت سنة 2019م[5]